# Górzno (gmina, Couïavie-Poméranie)
Górzno est une gmina mixte du powiat de Brodnica, Couïavie-Poméranie, dans le centre-nord de la Pologne. Son siège est la ville de Górzno, qui se situe environ 18 km à l'est de Brodnica et 72 km à l'est de Toruń.
La gmina couvre une superficie de 119,38 km2 pour une population de 3 857 habitants.

## Géographie
La gmina est bordée par les gminy de Bartniczka, Lidzbark, Lubowidz et Świedziebnia.